# Municipio de Hamlin (Dakota del Norte)
El municipio de Hamlin (en inglés: Hamlin Township) es un municipio ubicado en el condado de Nelson en el estado estadounidense de Dakota del Norte. En el año 2010 tenía una población de 69 habitantes y una densidad poblacional de 0,77 personas por km².

## Geografía
El municipio de Hamlin se encuentra ubicado en las coordenadas 47°48′36″N 98°12′54″O / 47.81000, -98.21500. Según la Oficina del Censo de los Estados Unidos, el municipio tiene una superficie total de 90.06 km², de la cual 89,76 km² corresponden a tierra firme y (0,32 %) 0,29 km² es agua.

## Demografía
Según el censo de 2010, había 69 personas residiendo en el municipio de Hamlin. La densidad de población era de 0,77 hab./km². De los 69 habitantes, el municipio de Hamlin estaba compuesto por el 100 % blancos. Del total de la población el 0 % eran hispanos o latinos de cualquier raza.